# Quirinus Indervelden
Quirinus Christian Indervelden (* ca. 1625 in Dordrecht; † 26. August 1666 in Husum) war ein niederländischer Deichgraf aus Brabant, der nach der Burchardiflut im Jahr 1651 nach Nordstrand kam und, mit weitreichenden Rechten versehen, das Land erneut eindeichte.

## Leben

### Herkunft
Quirinus Indervelden wurde vermutlich in Dordrecht als Sohn des Deichgrafen und Kaufmanns François Indervelden († 1646) und der Magdalena († 1633), Tochter des Quirinus van der Wercken, geboren. Er hatte mindestens zwei Brüder, Jan (oder Johannes) († 1. April 1667) und Benedikt, der Priester wurde.
Quirinus Indervelden war bereits in jungen Jahren ein erfolgreicher Deichbauer. Bevor er nach Nordfriesland kam, war er Deichgraf von Oosterweel, hatte Deicharbeiten südlich der Scheldemündung geleitet und damit zu dem ererbten Land auch eigenen Landbesitz erworben. Seit 1646 war er mit Valeriana Heijs (* 1625 in Geertruidenberg; † 31. Mai 1681 auf Nordstrand) verheiratet, mit der er zwei Söhne hatte: Franciscus (* 24. Mai 1647; † 25. Januar 1714) und Johann Walter (* ≈1650; † 7. Oktober 1727).

### Vorgeschichte

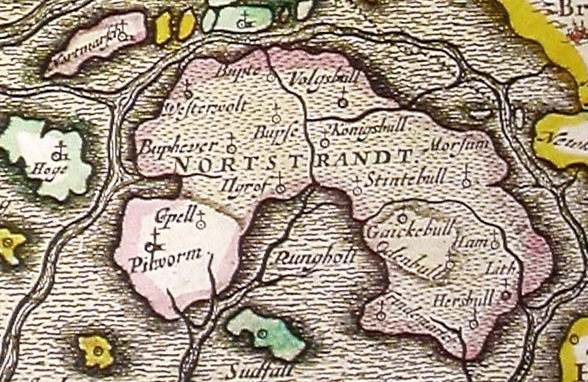
Die alte Insel Strand nach der Burchardiflut; untergegangene Gebiete sind wie Meeresboden gestrichelt. Auf der Karte von Johannes Blaeu von 1662 ist der Alte Koog bereits zu erkennen.

Im Jahr 1634 zerstörte die Burchardiflut die Insel Strand im Herzogtum Schleswig. Aufgrund zahlreicher Deichbrüche wurde die gesamte Insel überflutet und in mehrere Teile zerrissen. 6.400 Menschen starben. Den 2.633 Überlebenden gelang es nur, die Insel Pellworm schnell wieder einzudeichen. Das übrige Land blieb für Jahre dem Einfluss des Meeres ausgesetzt, weil den verbliebenen Einwohnern die Mittel fehlten und auch der Herzog Friedrich III. von Schleswig-Holstein-Gottorf im Dreißigjährigen Krieg sein Geld lieber für Soldaten als für die Reparatur der Deiche zur Verfügung stellen wollte. Auch die Warften und die Gebäude, die die Flut halbwegs unbeschadet überstanden hatten, zerfielen. Als Landreste blieben nur das Gebiet zwischen den Kirchspielen Gaikebüll und Odenbüll und die Halligen Nordstrandischmoor und Amsinckkoog, die spätere Hamburger Hallig, übrig.
Der Herzog suchte deshalb nach Geldgebern, um das verlorene Land wieder zu gewinnen. Bereits 1636 verhandelte er mit holländischen Deichbauern. François Indervelden reiste 1641 nach Nordfriesland und erstellte eine Karte des Gebiets. Zu einem Vertragsabschluss kam es zunächst nicht, aber François Indervelden schien die Sache so gewinnversprechend, dass er sie seinen Söhnen empfahl.
1651 reiste Quirinus Indervelden nach Nordstrand. Er gewann drei Partizipanten, die mit ihm in der Hoffnung auf Gewinn das unkalkulierbare Risiko der Eindeichungsmaßnahmen teilen wollten. Zwei davon, Alewijn van der Woert und Abraham van der Wercken, waren mit ihm verwandt und wie er Anhänger des Jansenismus.

### Der Oktroy von 1652

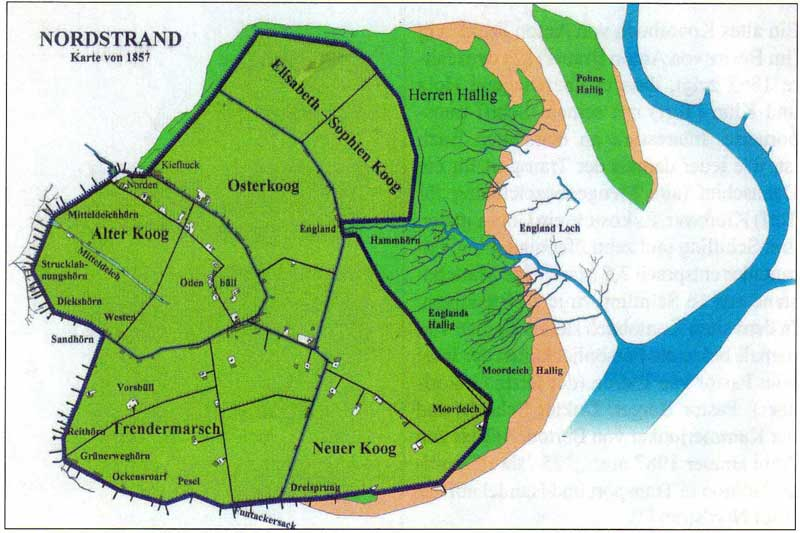
Die Eindeichung der Nordstrander Köge ist größtenteils das Werk von Indervelden und seinen Nachkommen. Der Alte Koog ist das von der Burchardiflut weitgehend verschonte Gebiet, das Indervelden 1654 mit einem neuen Deich umgab. 1657 wurde der Osterkoog gewonnen, 1673 der Trindermarschkoog. Der Neue Koog wurde 1691 von Inderveldens Sohn gewonnen; den Elisabeth-Sophien-Koog, der damals Christians-Koog genannt wurde, deichte sein Enkel ein.

Im Juli 1652 vereinbarte der Herzog mit den vier Hauptpartizipanten einen Oktroy, in dem Indervelden und seinen Partizipanten das ganze Land Nordstrand mit allen Rechten überlassen wurde. Dafür verpflichteten sie sich, die verbliebenen Fragmente der Insel Strand neu einzudeichen. Dazu gewährte ihm der Herzog weitreichende Eigentumsrechte am gesamten Land, wozu auch alle noch vorhandenen Gebäude und Kirchen samt Ausstattung gehörten. Den vornehmlich katholischen Deicharbeitern, die Indervelden anwarb, wurde Religionsfreiheit zugesichert, einschließlich des Baus einer eigenen Kirche. Über das gewonnene Land sollten die Partizipanten das Patronatsrecht besitzen, zudem eine zeitlich begrenzte Abgabenfreiheit, ein eigenes Gerichtswesen, Polizei, Verwaltung und Handel für die Insel.
Die Privilegien für die Partizipanten führten zu Protesten unter den übriggebliebenen nordfriesischen Inselbewohnern, die dadurch enteignet wurden und damit auch den Rest ihres Besitzes verloren, gleichzeitig aber zu Deichbauarbeiten und Lieferungen von Erde und Stroh für die Bestickung verpflichtet wurden.

### Der erste Koog
Indervelden als Deichgraf leitete ab 1653 die Deichbauarbeiten. Seine Brüder begleiteten ihn nach Nordstrand. Benedikt, der laut Anton Heimreich Rogerius hieß, wurde der erste katholische Priester auf Nordstrand und Johannes unterstützte Quirinus als „Pfenningmeister“.
Da die enteigneten Einwohner höhere Löhne forderten, holte Indervelden weitere Deicharbeiter aus Brabant. Trotz dieser Verzögerung gelang 1654 die Eindeichung des Friedrichs- (nach Herzog Friedrich) oder Alterkoog mit den Odenbüller St. Vinzenz-Kirche. Dafür konnten Deiche, die die Burchardiflut verhältnismäßig unbeschädigt überstanden hatten, miteinbezogen werden. Die neuen Deiche erhielten jedoch eine viel flacher auslaufende Außenböschung als die bisherigen Deiche. Jeder Hauptpartizipant bekam ein Viertel des eingedeichten Landes, wobei Indervelden die Hälfte seines Anteils an seine Brüder weitergab. Noch im selben Jahr begann man mit der Bestellung des eingedeichten Landes. Staller von Nordstrand wurde Inderveldens erst 9-jähriger Sohn. Zwar übte Quirinus Indervelden das Amt kommissarisch aus, aber um selbst offizieller Amtsinhaber zu sein, fehlte ihm das Jurastudium.

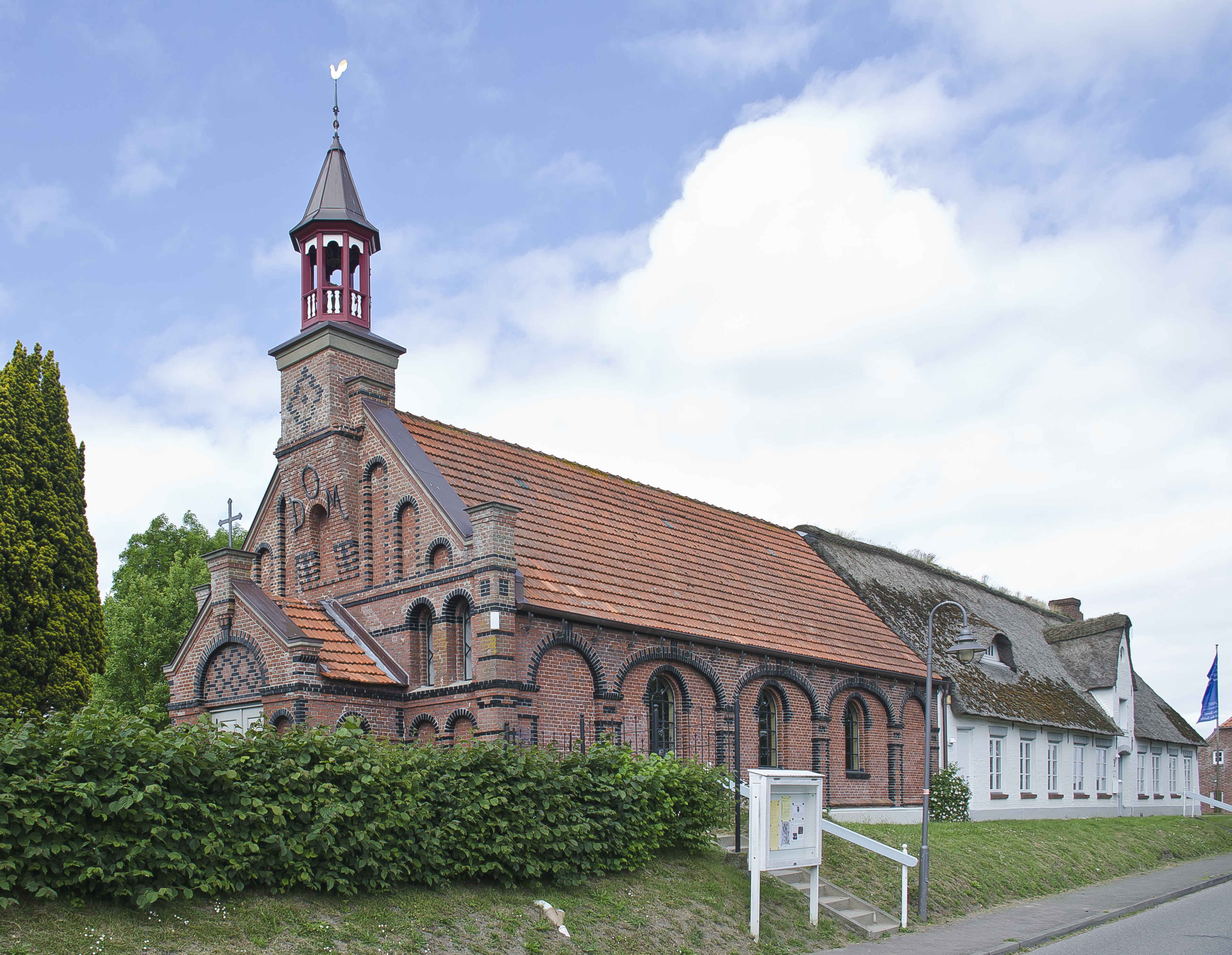
Der Theresiendom

### Finanzielle Probleme
Schon 1655 brach der neue Deich. Mitpartizipant Joseph de Smit machte Indervelden für das Unglück verantwortlich. Die teuren Nachbesserungen dauerten bis 1656 und überschritten die Geldmittel der Partizipanten. Indervelden warb nun den Priester Christian de Cort, den Onkel seiner Frau, als fünften Hauptpartizipanten, dem die übrigen Leitung und Vollmacht für die Finanzierung der Eindeichmaßnahmen sowie den Bau der St. Theresia-Kirche überließen. Der einzige nicht verwandte Partizipant Joseph de Smit schied dagegen im Streit mit Indervelden aus. De Cort übernahm de Smits Anteil und die schwierige Suche nach weiteren Geldgebern, während Indervelden die Deichbauarbeiten überwachte.
Im Jahr 1657 wurde der Maria-Elisabeth-Koog (heute: Osterkoog) gewonnen und nach Maria Elisabeth, der Frau des Herzogs, benannt. Die Brüder Indervelden erhielten gemeinsam wiederum ein Viertel des Landes. Für die Eindeichung des Trindermarsch-Koog 1663 reichten Quirinus Inderveldens Geldmittel aber nicht mehr aus, denn bei der Verteilung des Landes ging er leer aus. Weil jedoch de Cort als einziger Verantwortlicher für den finanziellen Ruin der gesamten Unternehmung galt, litt Inderveldens Ansehen durch die Pleite nicht. Nach de Corts Rückkehr in die Niederlande übernahm er 1664 den Vorsitz der mittlerweile 24 Hauptpartizipanten und war als kommissarischer Staller für das neue Deichrecht, die Keur van Nordstrand, zuständig.

### Inderveldens Erbe
Indervelden starb am 26. August 1666 in Husum. Sein Sohn Franz(iskus) Indervelden, der inzwischen sein Jura-Studium abgeschlossen hatte, übernahm nun offiziell das Amt des Stallers von Nordstrand. Er war mit einer Tochter von Johann Daniel von Freins-Nordstrand verheiratet. 1691, 25 Jahre nach Quirinus Inderveldens Tod, wurde unter der Leitung seiner Söhne der Neue Koog eingedeicht. Franz Indervelden wurde vom Herzog auch beauftragt, den Gotteskoog durch Mühlen „auf holländische Manier“ trockenzulegen. Der dritte Staller aus der Familie, Quirinus’ Enkel Quirinus Franciscus Indervelden (* 1695), ging jedoch darüber in Konkurs und musste 1746 abdanken und die Insel verlassen. Trotzdem und auch wenn es in der Folge zu weiteren Deichbrüchen bei schweren Sturmfluten kam, war Inderveldens Projekt sehr erfolgreich. Der Oktroy hatte mehr als zweihundert Jahre Bestand. Er ging 1768 an Jean Henri Desmercières  über.
Der letzte 1739 von Indervelden fertiggestellte und bei einer Sturmflut 1751 zerstörte Elisabeth-Sophien-Koog wurde auf seine Kosten neu bedeicht.